# Abszolút hallás
Abszolút hallásnak (AH) nevezzük azt a képességet, hogy az egyén referenciahang segítsége nélkül azonosít bármely hallott zenei hangot. Ezzel szembe szokták állítani a relatív hallást, amely az a képesség, hogy az egyén egy referenciahang segítségével azonosítja a hallott hangot.
Tehát például egy normál zenei A hang meghallgatását követően a relatív hallással rendelkező személy képes megállapítani a további hangok magasságát, hangfekvését – tulajdonképpen kiszámítja a referenciahang és a hallott hang közötti távolságot –, míg az abszolút hallású személy ennek hiányában is pontosan képes azonosítani bármely hallott hangot.
Megkülönböztetnek aktív és passzív abszolút hallást. Passzív AH esetén a személy képes megnevezni a hallott hangot, aktív AH esetén bármely megnevezett hangot (természetesen a hangterjedelmén belül) ki is énekel. A passzív és aktív AH a leggyakrabban együttesen van jelen.

## Tanulmányozásának története és terminológiák
Az abszolút hallás tudományos tanulmányozása feltehetőleg a 19. században kezdődött, magára az abszolút hallás jelenségére és felmérésének módszereire koncentrálva. Míg az abszolút hallás, vagy abszolút fül szakkifejezés a 19. század második felében került használatba angol és német kutatók között, alkalmazása nem volt világméretű, mivel más kifejezéseket, mint zenei fül, abszolút hangi tudatosság, vagy pozitív hallás  szintén használtak, hogy megnevezzék ezt a képességet.
A képesség nem kizárólag zenei vagy emberi érzékelésre korlátozódik, mivel a képességet ugyanúgy kimutatták denevéreknél, farkasoknál, és madaraknál, akiknél a specifikus képességek megkönnyítik a társ, vagy az étel beazonosítását.

## Különbségek az észlelésben, nem alapvető érzékelés

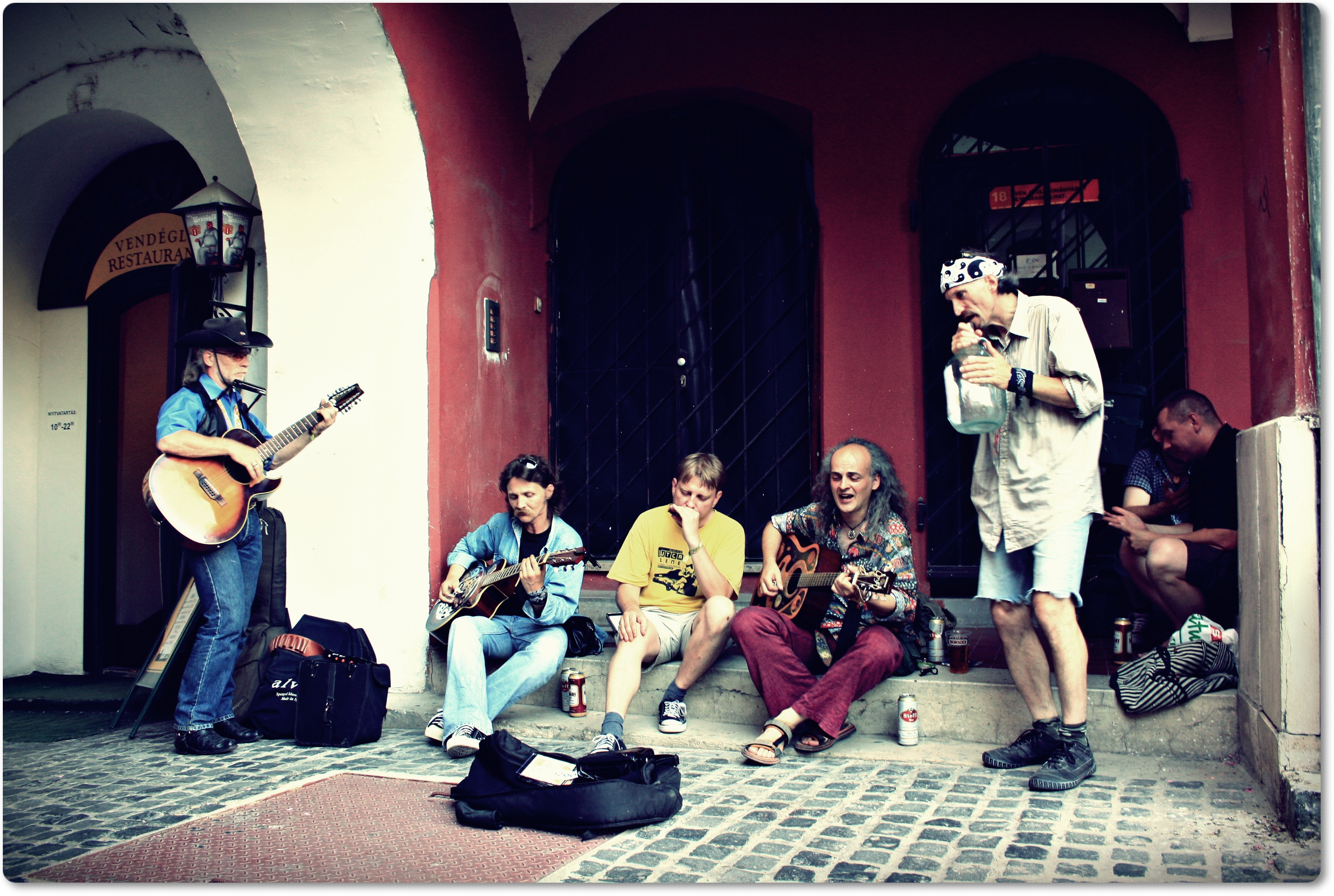
Abszolút hallás – vagy magától jövő inspiráció?

Pszichikailag és funkcionálisan, egy abszolútan halló egyén hallórendszere semmilyen mérhető különbséget nem mutat egy abszolút hallással nem rendelkező személyétől Sőt, az abszolút hallás egyáltalán nem különleges fülek kérdése, ez egy különleges képességet tükröz, hogy elemezzünk frekvencia-információkat, valószínűleg magasabb szintű agykérgi feldolgozást bevonva.
Az abszolút hallás közvetlenül hasonló lehet ahhoz, mint mikor színeket, jelenségeket (nyelvjárás) vagy érzékszervi ingereket ismerünk fel. Mint ahogy a legtöbb ember megtanulja, hogy felismerje és megnevezze a kék színt az elektromágneses sugárzás frekvenciája alapján, amit fényként ismerünk, így lehetséges, hogy azok, akik a nevükkel egy időben ismerték meg a zenei hangokat korai életszakaszukban, nagy valószínűséggel képesek lesznek beazonosítani például a C hangot.
Az abszolút hallás ezen kívül összefüggésbe hozható bizonyos génekkel, valószínűleg egy autoszomálisan domináns genetikai jellemző, ami lehet, hogy semmiben sem több egy átlagos emberi befogadóképességnél, aminek a megnyilvánulása erősen függ az előzetes zenei tudás szintjétől és típusától, amit egy adott kultúrában tapasztalhatunk.

## Az abszolút hallással rendelkezők
A szakirodalomban jelentős eltérések vannak az abszolút hallással rendelkezők arányát illetően. Van olyan írás, amely szerint tízezerből egy embernél van jelen AH, mások Európában és Amerikában 3%-ra teszik e képesség gyakoriságát. A zenei pályát választók körében ez a szám magasabb, bár az abszolút hallás nem feltétlenül előnyös egy zenész számára, hiszen a jó zenész bármely hangfekvésben képes eljátszani egy adott darabot, a hangok közötti távolságra kell, hogy füle legyen, tehát a relatív hallásnak nagyobb hasznát veszi.
Két nagy iskola létezik az abszolút hallás genetikai meghatározottságának kérdésében. Az egyik szerint az AH nem genetikailag meghatározott, hanem minden ember veleszületett tulajdonsága, azonban csak azoknál fejlődik ki, illetve marad fenn, akik már négyéves (mások szerint hatéves) koruk előtt zenei képzésben részesülnek.
A másik oldal azt állítja, hogy még a négyéves korukat megelőzően zenei képzést kapók körében is csupán 50%-os az abszolút hallás előfordulása, ami arra utal, hogy a nevelésen kívül genetikai tényezőknek is szerepe van kialakulásában. Szerintük az AH képessége autoszomális (testi kromoszómához kötött) domináns tulajdonság, amely azonban csak megfelelő környezeti hatások (nevelés, zenei képzés) hatására jelenik meg.

## Anatómiai háttér, jellegzetességek
1995-ben egy kutatócsoport kimutatta, hogy az abszolút hallással rendelkező zenészek bal agyféltekéjének halántéki lebenyében a planum temporale nevű régió megnagyobbodott. Egy másik kutatócsoport pedig az agy vérellátásának megoszlását mérte zenészeknél, akiknek különböző hangokat játszottak le. Azt tapasztalták, hogy az abszolút hallással rendelkező zenészeknél nagymértékben fokozódott a bal agyfélteke homloklebenyének kérgi keringése.
Érdekes jelenség, hogy a Williams-Beuren szindrómában szenvedő személyek túlnyomó többségénél abszolút hallás figyelhető meg. Ez a betegség a 7. kromoszóma génállománya egy részének kiesése miatt jön létre, a betegeknek egyebek között jellegzetes, manószerű arcuk van, szellemileg visszamaradottak, szív-érrendszeri betegségekre fokozottan hajlamosak, kézügyességük kifejezetten rossz. Közülük – elenyészően kevés kivétellel – azok is abszolút hallással rendelkeznek, akik nem részesültek hatéves koruk előtt zenei képzésben.

## Érzékelés
Az abszolút hallás egy olyan képesség, mely során felismerjük a hangmagassági fokozatokat, és elméletben kategorizáljuk a hangokat a felismert osztályok alapján A hangmagassági fokozat egy hangi minőség, ami visszatér azon hangok között, amik megosztják a kapcsolatot egy oktáv között. Míg a zenei hangmagassági kategóriák esetében a határ minden emberi kultúrában változó, az oktávok összefüggésének felismerése természetes jellemzője az emlősök hallórendszerének Ennek megfelelően az abszolút hallás nem annak a képessége, hogy megállapítjuk a hangmagasság értékét egy hangmagasság által kiváltott frekvencia kiterjedéséből (30–5000 Hz), hanem hogy képesek vagyunk felismerni a hangmagassági fokozat kategóriáját a hangmagassági fokozat kiterjedése alapján.
Egy abszolút halló egyén hallása tipikusan nem élesebb, mint egy normál hallóé A képesség nem függ egy kifinomult képességtől, hogy észleljük és elkülönítsük a hangi frekvenciák árnyalatait, de képesnek kell lenni észlelni és kategorizálni a szubjektív, perceptuális minőséget, amit általában „chroma”-nak nevezünk A két feladat – azonosítás (hangmagasság felismerése és megnevezése), valamint a megkülönböztetés (változások észlelése vagy különbségek a rezgés irányában) – különböző agyi mechanizmusok eredménye

## Az abszolút hallás mérése és „fejlesztése”
Az abszolút hallás mérése során az egyénnek különböző hangokat játszanak le, és felszólítják, hogy nevezze meg azokat. Újabban a reakcióidőt is mérik, aminek nagyon érdekes oka van.
Léteznek olyan emberek, akiknek csak bizonyos hangokra van „abszolút hallásuk”, például a normál zenei A hangot bármikor képesek felidézni magukban, és ehhez képest kiszámítják a hallott hang távolságát, tehát az egy hangra vonatkozó abszolút és az egyébként meglévő relatív hallásuk segítségével azt a benyomást keltik, mintha valóban abszolút hallással rendelkeznének. A reakcióidő mérésével ez tetten érhető, hiszen a valódi AH birtokosa gondolkodás nélkül mondja a választ, míg a fent leírt (egyébiránt szintén zseniális) képességgel rendelkezők pár másodpercig gondolkoznak a válaszon.
Olyan zenészek is léteznek, akiknek fő hangszerükre van abszolút hallásuk. Például néhány zongorista gond nélkül azonosítja a zongorán leütött hangokat, míg más hangszerek esetében ez a képessége nem működik.
Az abszolút hallás nem fejleszthető a kritikus négy-/hatéves életkor után. Fejleszthető azonban a relatív hallás illetve az egy-egy hangra vonatkozó abszolút hallás, ami együttesen – mint fentebb említettük – abszolút hallás képzetét kelti.

## Hatás a zenei élményre
Az abszolút hallás képességét úgy tűnik, hogy befolyásolja a kulturális zenei háttér, különösen a C-dúr temperált skála megismerése. A legtöbb abszolút halló, akit ezzel kapcsolatban vizsgáltak, a C-dúr skála hangjait sokkal megbízhatóbban, és a H hang kivételével sokkal gyorsabban azonosították, mint az öt „fekete billentyűs” hangot, ami megfelel ezen hangok magasabb szintű előfordulásának a hétköznapi zenei élményekben. Egy Dutch-tanulmány szintén demonstrálta a C-dúr skála hangjainak gyakori használatával való elfogultságot a hétköznapi beszédben, különösen szótagok hangsúlyozásánál

## Kölcsönösség a zenei tehetséggel
Az abszolút hallás nem előfeltétele egy képzett zenei előadásnak, vagy zeneműnek. Habár azok a zenészek, akik rendelkeznek a képességgel jobban teljesíthetnek bizonyos feladatoknál, mint például hallás utáni kottázás, jelenleg még nem létezik olyan teszt, mely átfogóan és tárgyilagosan képes mérni az abszolút hallás képességének hatását zenészekre.
A történelmi feljegyzések megbízhatatlansága miatt gyakran lehetetlen eldönteni, hogy mely figyelemre méltó zenésznek volt abszolút hallása. Mivel a képesség ritkaságnak számít az európai zenei kultúrában nehéz meghatározni azon zenészeket, akik birtokolhatták a képességet. A barokk és a klasszikus kor zenészei közül egyedül Mozartnál bizonyítható be, hogy már 3 éves korában rendelkezett a képességgel. A tudósok csak Beethovennél gyanítják, hogy rendelkezett vele, mivel leveleinek egyes szemelvényei erre utalnak. A 19. század óta egyre elterjedtebbé vált az abszolút hallás előfordulásának feljegyzése, felismerve a képességet a jelenkori zenészekben, úgy, mint Camille Saint-Saëns és John Philip Sousa.

## Relatív hallás
Sok zenész rendelkezik relatív hallással, ami tanulható képesség. Gyakorlással lehetségessé válik, hogy meghallgatva egy ismert hangmagasságot (egy síp vagy egy hangvilla által előidézve) stabil és megbízható megállapításra jussunk azáltal, hogy a hallott hangot összehasonlítjuk a tárolt memória tónusos pályáinak előzőleg hallott hangjaival.

## Lehetséges problémák
Az abszolút hallással rendelkező zenészek olykor olyan nehézségeket tapasztalhatnak, amelyek más zenészek számára nem léteznek. Mivel az abszolút hallók képesek felismerni, ha egy zeneművet átírnak az eredeti hangmagasságából, vagy ha nem a számára megszokott hangolással megszólaltatott hangokat hallgat (legyen az hamis, vagy pl. régizenei hangolás), az abszolút hallással rendelkező zenész fizikálisan és morálisan is levertté válhat ilyen hangokat érzékelvén, mivel ezeket rossznak éli meg. Egy abszolút halló egyes zenei feladatoknál – mivel sem a megszólaltatáshoz, sem a lejegyzéshez esetleg nem érzi feltétlen szükségességét az adott zene tonális értelmezésének – könnyen vét az enharmónia terén hibákat – különösen transzponálás esetén.